# Oshioki Kobun
Oshioki Kobun (おしおきコブン?), también conocido como Kobun Punishment (o Castigo Kobun; o simplemente Castigo Servbot ya que Kobun es el nombre japonés de los Servbots), es un videojuego para móviles de la serie Mega Man Legends, únicamente lanzado en Japón. Ha tenido tres diferentes versiones: la primera lanzada en el año 2001, la segunda versión mejorada lanzada en el 2004, y la última lanzada en el año 2010.
Tron Bonne decide castigar a sus Servbots (conocidos como Kobun en Japón). El jugador debe manejar un Servbot que se ve en pantalla mientras corre por una cinta transportadora evitando cuatro pesas que caerán desde arriba y unos pinchos situados a la izquierda de la cinta transportadora, hacia donde el movimiento de esta arrastrará el Servbot del jugador si este no se mueve ne sentido contrario (hacia la derecha).
- Datos: Q6054063